# Тіссе Едуард Казимірович
Тіссе Едуард Казимірович (13 квітня 1897, Лібава (нині Лієпая, Латвія) — 18 листопада 1961, Москва, СРСР) — радянський кінооператор, режисер. Заслужений діяч мистецтв РРФСР (1935). Заслужений діяч мистецтв Латвійської РСР (1947).
Знімав хроніку громадянської війни. Потім створив разом з С.Ейзенштейном фільми: «Броненосець „Потьомкін“» (1925), «Старе і нове», «Жовтень» та ін., а з О. Довженком — «Аероград» (1935, у співавт.).
Викладав у Всесоюзному державному інституті кінематографії.